# 王小宁 (1950年)
王小宁（1950年1月7日—），笔名石城、陈平、天地述评、十二月党人等，男，辽宁沈阳人，中国异见人士、政治犯，曾被判煽動顛覆國家政權罪。

## 生平
大学文化，1989年六四事件后被北京西城区警方列入国内反动份子名单。他撰写了《中国民主社会主义的政治宣言》的等长篇论著。1999年5月，王小宁开始独立编写网刊《星星之火可以燎原》，宣传社会主义政治民主和反腐败。1999年8月3日被北京市公安局查抄。2002年9月1日被拘留，9月30日被正式逮捕，2003年9月12日，被以“煽动颠覆国家政权罪”判处十年徒刑，于2012年获释。
王小宁的被捕和被判刑，同雅虎公司向中国当局泄露他的网上保密信息直接有关。《北京市高级人民法院刑事裁定书》说，王小宁寄送邮件与文章的电脑资料是经由雅虎香港控股有限公司向北京当局证实的。雅虎公司的这一行为，直接导致王小宁入狱十年。为此雅虎公司后来曾向有关受害人作出经济赔偿。